# Jenna Jameson
Jenna Jameson, egentligen Jenna Marie Massoli, född 9 april 1974 i Las Vegas, Nevada, USA, är en amerikansk entreprenör, författare och före detta porrskådespelerska. Hon anses vara en av porrvärldens absolut största stjärnor genom tiderna och har kallats "The Queen of Porn". 1993 ändrade hon officiellt sitt efternamn till Jameson. Namnet tog hon från whiskyn Jameson.

## Biografi
Jenna Jameson växte upp i Las Vegas, Nevada, i en familj med italienska rötter. Hennes far var polis. Modern, som dog i cancer då Jenna var tre år, arbetade som dansös. Jenna har även en äldre bror vid namn Tony. Under sin barndom dansade Jenna balett och deltog i flera skönhetstävlingar.
Som 16-åring började Jameson jobba på en strippklubb med hjälp av ett falskt ID-kort. Hennes dåvarande pojkvän Jack använde dagligen drogen metamfetamin. Jameson utvecklade senare även hon ett drogmissbruk. 21 år gammal lyckades hon med faderns och farmoderns hjälp bli drogfri då hon flyttade till Kalifornien. Redan som 20-åring fotograferades Jameson för pornografiska tidskrifter som herrtidningarna Hustler, Penthouse och Cheri. Hon fick därefter ett ekonomiskt förmånligt kontrakt vid filmproduktionsbolaget Wicked Pictures, som producerar pornografiska filmer. Hon uppskattades av pornografikonsumenterna, varför hon 1996 fick flera i pornografisektorn prestigefyllda priser av framträdande branschorganisationer. 
Hon har gjort cameoframträdanden i spelfilmer som Private Parts (1997) och uppträtt i Eminems musikvideo till Without Me. Hon bidrog med sin röst till den fiktiva porraktören "Candy Suxxx" i datorspelet Grand Theft Auto: Vice City (2002). Hon har med hjälp av silikoninlägg utökat sitt bystmått. Dessa tog hon dock bort år 2007.
Jameson är delägare i familjens produktionsbolag ClubJenna tillsammans med sin före detta man porrskådespelaren Jay Grdina. Hon har även varit gift med Brad Armstrong, också han pornografisk skådespelare.
Jameson kom 2004 ut med sin självbiografiska bok How to Make Love Like a Porn Star: A Cautionary Tale som översattes och kom 2005 i Sverige, namnet blev då Att älska som en porrstjärna, en sedelärande berättelse. I den berättar hon om sin uppväxt, karriär och om både goda och dåliga erfarenheter av livet som porrstjärna. 2004 porträtterades hon av Timothy Greenfield-Sanders i hans bok XXX: 30 Porn-Star Portraits och film Thinking XXX.
Jameson hade ett förhållande med Tito Ortiz mellan 2006 och 2013 och de blev i mars 2009 föräldrar till tvillingpojkarna Jesse Jameson och Journey Jette. Ortiz fick vårdnaden av barnen. År 2016 fick hon barn med Lior Britton, en judisk israel. Hon konverterade till judendomen när hon träffade Britton, något som blev en dokusåpa i israelisk TV.

## Filmografi

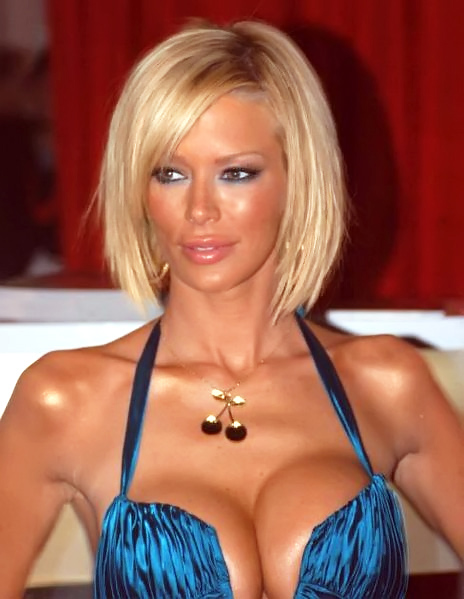
Jenna Jameson i januari 2007

- 1994: Up and Cummers 11 (4-Play Video)
- 1995: Blue Movie (Wicked Pictures)
- 1996: Jenna Loves Rocco (Vivid)
- 1996: Conquest (Wicked Pictures)
- 1997: Wicked Weapon (Wicked Pictures)
- 1997: Satyr (Wicked Pictures)
- 1998: Dangerous Tides (Wicked Pictures)
- 1998: Flashpoint (Wicked Pictures)
- 1999: Hell on Heels (Wicked Pictures)
- 2000: Dream Quest (Wicked Pictures)
- 2001: Briana Loves Jenna (Vivid / Club Jenna)
- 2004: Bella Loves Jenna (Vivid / Club Jenna)
- 2004: The Masseuse (Vivid / Club Jenna)
- 2005: The New Devil In Miss Jones (Vivid)
- 2005: Last Girl Standing (Vivid)
- 2006: Janine Loves Jenna (Vivid / Club Jenna)
- Wicked One (Produktionsdatum ej tillgängligt)
- 2008: Zombie Strippers
- 2008: Burn